# Spongodes armata
Spongodes armata är en korallart som först beskrevs av Kükenthal 1910.  Spongodes armata ingår i släktet Spongodes och familjen Nephtheidae. Inga underarter finns listade i Catalogue of Life.